# Атлетика на Летњим параолимпијским играма 2016 — 400 метара за жене T53
Трка на 400 метара у класи 53 за жене, била је једна од 29 дисциплина атлетског програма на Летњим параолимпијским играма 2016. у Рио де Жанеиру, Бразил. Такмичење је одржано 10. и 11. септембра на Олимпијском стадиону Жоао Авеланж.

## Земље учеснице
Учествовало је 13 такмичарки из 9 земаља.
1. Аустралија (1)
2. Бермуди (1)
3. Јапан (1)
4. Канада (1)
5. Кина (2)
6. САД (3)
7. Турска (2)
8. Уједињено Краљевство (1)
9. Швајцарска (1)

## Рекорди пре почетка такмичења
(стање 8. септембра 2016.)
| Рекорди пре почетка Параолимпијских игара 2016.     | Рекорди пре почетка Параолимпијских игара 2016. | Рекорди пре почетка Параолимпијских игара 2016. | Рекорди пре почетка Параолимпијских игара 2016. | Рекорди пре почетка Параолимпијских игара 2016. | Рекорди пре почетка Параолимпијских игара 2016. |
| --------------------------------------------------- | ----------------------------------------------- | ----------------------------------------------- | ----------------------------------------------- | ----------------------------------------------- | ----------------------------------------------- |
| Светски рекорд                                      | 54,69                                           | Анђела Балард                                   | Аустралија                                      | Индијанаполис, САД                              | 4. јун 2016.                                    |
| Параолимпијски рекорд                               | 54,88                                           | Џесика Гали                                     | Сједињене Државе                                | Пекинг, Кина                                    | 10. септембар 2008.                             |
| Рекорди после завршених Параолимпијских игара 2016. |                                                 |                                                 |                                                 |                                                 |                                                 |
| Светски рекорд                                      | 54,43                                           | Хунгџуан Џоу                                    | Кина                                            | Рио де Жанеиро, Бразил                          | 11. септембар 2016.                             |
| Параолимпијски рекорд                               | 54,43                                           | Хунгџуан Џоу                                    | Кина                                            | Рио де Жанеиро, Бразил                          | 11. септембар 2016.                             |

## Сатница
| Датум               | Време | Ниво               |
| ------------------- | ----- | ------------------ |
| 10. септембар 2016. | 12:33 | Квалификације (Г1) |
| 10. септембар 2016. | 12:41 | Квалификације (Г2) |
| 11. септембар 2016. | 17:30 | Финале             |

Сва времена су по локалном времену (UTC+3)

## Освајачи медаља
|                     |                      |                            |
| Хунгџуан Џоу · Кина | Челси Мекламер · САД | Анђела Балард · Аустралија |

## Резултати

#### Квалификације
Квалификације су одржане 10.9.2016. годину у 12:33 и 12:41. Такмичарке су биле подељене у две групе. У финале су се пласирале прве три такмичарке из сваке групе и 2 на основу резултата.,,
| Пласман | Група | Атлетичарка       | Земља                | Класа | ЛР      | ЛРС     | Резултат | Белешка |
| ------- | ----- | ----------------- | -------------------- | ----- | ------- | ------- | -------- | ------- |
| 1.      | 2     | Анђела Балард     | Аустралија           | Т53   | 54,69   | 54,69   | 55,26    | КВ      |
| 2.      | 2     | Челси Мекламер    | САД                  | Т53   | 56,45   | 56,62   | 55,42    | КВ, ЛР  |
| 3.      | 1     | Хунгџуан Џоу      | Кина                 | Т53   | 55,47   | 57,19   | 55,42    | КВ, ЛР  |
| 4.      | 2     | Лиша Хуанг        | Кина                 | Т53   | 56,87   | 57,92   | 55,63    | КВ, ЛР  |
| 5.      | 1     | Ширли Рајли       | САД                  | Т53   | 55,27   | 56,75   | 56,32    | КВ ЛРС  |
| 6.      | 1     | Хамиде Курт       | Турска               | Т53   | 56,45   | 56,45   | 56,72    | КВ      |
| 7.      | 1     | Саманта Кингорн   | Уједињено Краљевство | Т53   | 55,27   | 55,27   | 56,76    | кв      |
| 8.      | 2     | Кетрин Дебрунер   | Швајцарска           | Т53   | 57,83   | 57,83   | 57,57    | кв, ЛР  |
| 9.      | 2     | Казуми Накајама   | Јапан                | Т53   | 56,56   | 56,56   | 59,45    |         |
| 10.     | 1     | Илана Дупонт      | Канада               | Т53   | 58,42   | 58,42   | 1:00,03  |         |
| 11.     | 1     | Џесика Купер Луис | Бермуди              | Т53   | 1:00,52 | 1:00,88 | 1:00,25  | ЛР      |
| 12.     | 2     | Келси ЛеФевоур    | САД                  | Т53   | 58,79   | 1:00,94 | 1:01,50  |         |
| 8.      | 2     | Зејнеп Аџет       | Турска               | Т53   | 1:06,07 | 1:06,07 | 1:08,77  |         |

### Финале
Финале је одржано 11.9.2016. годину у 17:30.,,
| Пласман | Атлетичарка     | Земља                | Класа | Резултат | Белешка    |
| ------- | --------------- | -------------------- | ----- | -------- | ---------- |
|         | Хунгџуан Џоу    | Кина                 | Т53   | 54,43    | СР, ПР, ЛР |
|         | Челси Мекламер  | САД                  | Т53   | 55,13    | ЛР         |
|         | Анђела Балард   | Аустралија           | Т53   | 55,28    |            |
| 4.      | Лиша Хуанг      | Кина                 | Т53   | 55,52    | ЛР         |
| 5.      | Ширли Рајли     | САД                  | Т53   | 56,10    | ЛРС        |
| 6.      | Хамиде Курт     | Турска               | Т53   | 57,61    |            |
| 7.      | Кетрин Дебрунер | Швајцарска           | Т53   | 58,29    |            |
|         | Саманта Кингорн | Уједињено Краљевство | Т53   | Диск.    | чл. 17.8   |